# Bogolubovia
Bogolubovia – pterozaur zaliczany zazwyczaj do rodziny Azhdarchidae. Zamieszkiwała dzisiejszą Europę w późnej kredzie. Odkryta została w Rosji. Należące do niej gatunki były błędnie klasyfikowane jako należące do rodzajów Pteranodon i Ornithostoma. Rozpiętość skrzydeł szacuje się na 3 do 4m.

## Gatunki
B. orientalis (Bogolubov, 1914) (typowy)